# Peoria (Illinois)
Peoria je grad u američkoj saveznoj državi Ilinois. Prema popisu stanovništva iz 2010. u njemu je živjelo 115.007 stanovnika.